# Tapinacaena sigmatoides
Tapinacaena sigmatoides är en insektsart som beskrevs av Maa 1963. Tapinacaena sigmatoides ingår i släktet Tapinacaena och familjen Machaerotidae. Inga underarter finns listade i Catalogue of Life.